# Liste der Monuments historiques in Boussan
Die Liste der Monuments historiques in Boussan führt die Monuments historiques in der französischen Gemeinde Boussan auf.

## Liste der Bauwerke
| Bezeichnung | Beschreibung              | Standort | Kennzeichnung | Schutzstatus | Datum | Bild |
| ----------- | ------------------------- | -------- | ------------- | ------------ | ----- | ---- |
| Schloss     | Erbaut im 13. Jahrhundert | (Lage)   | PA00094296    | Inscrit      | 1926  |      |

## Liste der Objekte
| Bezeichnung | Beschreibung          | Standort                              | Kennzeichnung | Schutzstatus | Datum | Bild |
| ----------- | --------------------- | ------------------------------------- | ------------- | ------------ | ----- | ---- |
| Glocke      | Bronze, 1757 gegossen | in der Kirche St-Jean-Baptiste (Lage) | PM31002232    | Inscrit      | 2005  |      |